# تيمي هونغ
تيمي هونغ (هانغل: 훙톈밍) هو ممثل كوري جنوبي، ولد في 1 يوليو 1974 بهونغ كونغ في الصين.

## وصلات خارجية
- تيمي هونغ على موقع IMDb (الإنجليزية)
- تيمي هونغ على موقع أول موفي (الإنجليزية)
- تيمي هونغ على موقع قاعدة بيانات الفيلم (الإنجليزية)
- تيمي هونغ على موقع كينوبويسك (الروسية)